# Gert Blomé
Gert Arne Blomé, född 28 augusti 1934 i Strömsbro i Gävle, död 27 januari 2021 i Högsbo distrikt i Göteborg, var en svensk ishockeyspelare. Han spelade både i anfall och försvar.
Blomé spelade för Godtemplares IK mellan 1956 och 1961 samt för Västra Frölunda IF 1961–1972. Han vann SM-guld 1957 och 1965. Han erhöll Guldpucken som säsongens lirare i svensk hockey 1964/1965.
Blomé spelade 151 landskamper för Tre Kronor mellan 1957 och 1967 och producerade 21 mål. Han blev världsmästare 1962 samt tog OS-silver 1964.
Gert Blomé är Stor grabb nummer 55.

## Meriter
- OS-silver 1964
- VM-guld 1962
- VM-silver 1967, 1963
- VM-brons 1965, 1958
- SM-guld 1957, 1965